# Fantomas
Fantomas er en fransk stumfilm fra 1913 af Louis Feuillade.

## Medvirkende
- René Navarre som Fantômas / Gurn
- Edmund Breon som Juve
- Georges Melchior som Jérôme Fandor
- Renée Carl som Lady Beltham
- Jane Faber som Danidoff